# Diogo Portugal
Diogo Portugal (Curitiba, 8 de março de 1969) é um humorista, músico e empresário brasileiro. Conhecido por ser um dos precursores do stand-up comedy no Brasil, Diogo se apresenta pelo país além de outros shows interpretando diversos personagens em teatros e apresentações empresariais.
Em 2004, Diogo participou da organização do Risorama, maior festival de humor da América do Sul, além de ser criador e idealizador do Fritada, programa que começou na internet e fez sucesso no canal Multishow. Também foi curador do festival de humor de São Paulo, Risadaria.

## Biografia
Desde pequeno, Diogo já apresentava uma interesse no humor e no lado musical. Na faculdade, imitava os professores e se divertia contando piadas entre amigos e familiares. O seu jeito humorístico também foi levado para um de seus trabalhos antes do humor profissional, como publicitário e criador de jingles.
Na juventude, tocava guitarra e baixo em uma banda chamada Pele Sintética, onde fazia algumas paródias. Possuiu um projeto chamado Acusticuzinho, que misturava música com humor, em parceria com Rogério Cordoni.

## Carreira
Em 1996, participou do primeiro Prêmio Multishow do Bom Humor Brasileiro e foi finalista ao lado da comediante Cláudia Rodrigues, que venceu a edição.

### Década de 2000
Em 2004, seus personagens foram ficando conhecidos em Curitiba, especialmente por conta das apresentações que ocorriam nas terças-feiras no bar Era Só o Que Faltava, que foi um dos berços do stand-up comedy brasileiro. No mesmo ano, fundou e o idealizou o maior festival de humor da América do Sul, Risorama, em Curitiba.
Em 2005, Diogo participou do concurso de humoristas do Fantástico. Em 2006, Diogo entrou para o elenco do Clube da Comédia Stand-Up, principal grupo do gênero no Brasil. No mesmo ano, o apresentador Jô Soares assistiu ao Clube da Comédia Stand-up no bar Mr. Blues, em São Paulo, e convidou Diogo para uma entrevista no Programa do Jô. Essa entrevista, com uma apresentação ao final, foi definitiva para chamar reconhecimento ao gênero.
Em 2008, Diogo participou de uma enquete de brasileiros no Japão, onde foi convidado para apresentar o seu trabalho pela primeira vez internacionalmente.
No mesmo ano, inspirado no roast americano, Diogo criou o espetáculo Fritada, que conta com um elenco de humoristas que pesquisam a vida do "homenageado" para abusar do humor ácido e de comentários picantes acerca da vida pessoal e profissional. A primeira convidada foi Rogéria, possuíndo muitas outras celebridades, como: Alexandre Frota, Bruna Surfistinha, Robert Rey, Vampeta, Rita Cadillac, entre outros. Antes realizado em teatros, o espetáculo tomou formato de programa e passou a ser exibido pelo canal Multishow e, posteriormente, na internet.

### Década de 2010
Em 2010, foi convidado para prefaciar o livro Fundos da Mongólia, do escritor Fernando Botto, que atualmente integra seu time de criação. Dentre os personagens, Diogo retratou o porteiro Ediomar, o lutador Bomba, a ex-prostituta Pamella Conti, a velhinha Cremilda, o estilista Dani Ficado, a manicure Marlene e o office-boy Elvisley. Este último se destacou e lhe rendeu, anos mais tarde, um contrato com a TV Globo  para compor o elenco do programa Zorra Total, em 2014.
Em 2014, Diogo retomou uma de suas ideias abandonadas, intitulada "piadas-lixo", em que o público envia piadas pelas redes sociais e ele as lê ao vivo, onde a plateia decide se a piada é boa ou se vai para o lixo. Em seu time de criação, Diogo conta com Paulo Graton.
Em 2015, o humorista se uniu ao comediante Danilo Gentili e ao consultor Robson Leiva para inaugurar uma casa de comédia na Flórida, Estados Unidos, chamada de The Comedy Club Orlando. O projeto, na realidade, foi um golpe milionário que vitimou os dois humoristas. Ambos processaram Robson Leiva e, em 2020, ganharam o processo de R$ 1,5 milhão.
Ainda em 2015, lançou na internet o Hey Ho, Diogo!, que conta com quadros humorísticos de até quinze segundos e, ainda, o Aperte o Pause, em que entrevista celebridades sobre o que fazem no momento de descontração e, também, a Voz do Ediomar, em que o porteiro comenta notícias diretamente da portaria do prédio.

### Década de 2020
Em outubro de 2020, juntou-se a Danilo Gentili e Oscar Filho no projeto Stand-up Raiz, onde ficou em cartaz semanalmente em São Paulo.
Em agosto de 2022, lançou uma linha de vinhos portugueses, nomeada Putos, juntamente com Danilo Gentili e Oscar Filho.

## Vida pessoal
Diogo é casado com Ana Silveira com quem teve uma filha em 2011, Nina. Apesar de possuir o mesmo sobrenome, Portugal não possui nenhum parentesco com o também ator e humorista Rafael Portugal.

## Filmografia

### Televisão
| Ano           | Programa               | Cargo                | Emissora                       | Ref.   |
| ------------- | ---------------------- | -------------------- | ------------------------------ | ------ |
| 2005          | A Hora do Mico         | Personagem: vários   | TV Iguaçu                      | [ 26 ] |
| 2007          | Louco de Bom           | Apresentador         | Rede Paranaense de Comunicação |        |
| 2009          | Zorra Total            | Personagem: Elvisley | TV Globo                       |        |
| 2013          | Fritada                | Apresentador         | Multishow                      | [ 27 ] |
| 2013–2019     | Luciana by Night       | Cohost               | RedeTV!                        | [ 26 ] |
| 2021          | Exterminadores do Além | Personagem: Zumbi    | SBT                            | [ 26 ] |
| 2021–presente | A Praça É Nossa        | Ele mesmo            | SBT                            | [ 28 ] |

### Cinema
| Ano  | Título   | Personagem | Direção      | Ref.   |
| ---- | -------- | ---------- | ------------ | ------ |
| 2015 | Superpai | Alcoólatra | Pedro Amorim | [ 26 ] |

### Internet
| Ano           | Nome             | Cargo        | Plataforma | Ref. |
| ------------- | ---------------- | ------------ | ---------- | ---- |
| 2008–presente | "Diogo Portugal" | Apresentador | YouTube    |      |

### Festivais de humor
| Ano           | Nome      | Cargo       | Ref. |
| ------------- | --------- | ----------- | ---- |
| 2004–presente | Risorama  | Idealizador |      |
| 2009          | Risadaria | Curador     |      |

### Solos destand-up comedy
- Hã?!
- Senta pra Rir
- Portugal é Aqui

- Não me Cobre Coerência